# Bluffton (Minnesota)
Bluffton es una ciudad ubicada en el condado de Otter Tail en el estado estadounidense de Minnesota. En el Censo de 2010 tenía una población de 207 habitantes y una densidad poblacional de 28,73 personas por km².

## Geografía
Bluffton se encuentra ubicada en las coordenadas 46°28′10″N 95°14′2″O / 46.46944, -95.23389. Según la Oficina del Censo de los Estados Unidos, Bluffton tiene una superficie total de 7.21 km², de la cual 7.14 km² corresponden a tierra firme y (0.9%) 0.06 km² es agua.

## Demografía
Según el censo de 2010, había 207 personas residiendo en Bluffton. La densidad de población era de 28,73 hab./km². De los 207 habitantes, Bluffton estaba compuesto por el 96.14% blancos, el 0% eran afroamericanos, el 0.48% eran amerindios, el 0.48% eran asiáticos, el 0% eran isleños del Pacífico, el 0.48% eran de otras razas y el 2.42% pertenecían a dos o más razas. Del total de la población el 1.45% eran hispanos o latinos de cualquier raza.